# Adolph Gottlieb
Adolph Gottlieb (New York, 14 maart 1903 - aldaar, 4 maart 1974) was een Amerikaanse schilder en beeldhouwer uit het abstract-expressionisme, met name uit het Color Field-schilderen. Samen met Mark Rothko en Barnett Newman wordt hij beschouwd als een van de vroege Color Field-schilders die zich al vanaf 1943 met een uitgesproken programma hebben willen onderscheiden van het abstract-expressionisme.

## Biografie
Hij studeerde in de jaren twintig van de 20e eeuw o.a. op de Art Students League en op de Parsons School voor Design in New York. Hij trok vervolgens enkele jaren door Duitsland en Frankrijk waar hij contact vond met de surrealisten. Deze versterkten zijn idee dat kunst een relatie kon hebben met het onbewuste.
Vanaf 1941 maakte hij in Amerika de eerste van zijn grote reeksen werken met dit achtergrondidee als basis; het was de serie 'Pictographs', die teruggrijpt op oude archaïsche fantasie-beelden en op de pictogram-beeldtaal van de oude Indianen in Amerika.
Samen met Mark Rothko en Ad Reinhardt vormde Gottlieb een apart trio binnen het New Yorkse abstract-expressionisme; zij kwamen al rond 1943 met manifesten waarin ze pleitten voor een moderne abstracte kunst die inhoud had en die dramatisch was; een kunst bovendien die universeel was. Alle drie werkten ze ook graag met het gegeven van grote platte vlakken, al of niet in kleur: Color Field painting.
In latere werken van Gottlieb kwam het verlangen tot uiting om de gehele kosmos te vangen in geïsoleerde vormen die op een grote lege achtergrond werden geplaatst in het schilderij, bijvoorbeeld in de serie 'Imaginary Landscapes' en in 'Burst'. Later heeft hij deze tweedimensionale serie 'Burst' nog uitgewerkt in een serie sculpturen, een van de weinige sculpturale uitingen binnen het gehele abstract-expressionisme.